# 市原雄亮
市原 雄亮（いちはら ゆうすけ、7月27日 - ）は日本の指揮者。

## 経歴
新潟県上越市出身。成蹊大学法律部法学科卒業。
4歳よりピアノを習い始め、中学生でテューバに出会う。その後トロンボーンに転向した後、指揮者への道を歩み始める。指揮を金丸克己に、トロンボーンを高階恵および元NHK交響楽団トロンボーン奏者の三輪純生に師事している。
2006年に指揮者として指揮活動を開始。2011年、公益財団法人神奈川フィルハーモニー管弦楽団の副指揮者オーディションの選考に残り、当時の常任指揮者・金聖響やオーケストラのメンバーより好評価を受けた。
2012年にはゲームクリエイターの遠藤雅伸、作曲家の古代祐三を説き伏せ、両人を代表理事に据えた一般社団法人日本BGMフィルハーモニー管弦楽団を立ち上げ、日本で初めてゲーム音楽のプロオーケストラを創設した人物となった。日本BGMフィルハーモニー管弦楽団はその後、JAGMO、新日本BGMフィルハーモニー管弦楽団へと枝分かれしている。
2012年にYouTubeチャンネルを開設しており、かなり早い時期から自らの動画の配信を行っている。2019年には2つめのチャンネルを開設している。
クラシック音楽の指揮をメインとして活動する傍ら、CDライナーノーツの執筆や雑誌、ウェブメディア記事の連載等の文筆業も行っている。その他、楽譜の制作、コンサートの企画、趣味のバンド活動（ボーカル）、動画配信等、活動の場は幅広い。とりわけ新日本BGMフィルハーモニー管弦楽団で見せる司会業の評価が高い。
2019年には古代祐三が作曲を担当したゲーム『アクトレイザー』の全曲スコア化を目標としたクラウドファンディングを実施し、約350万円の出資を得ている。
2020年7月、コロナ禍によりオーケストラ活動がままならない状況を打破すべく、横浜市鶴見区でアマチュアオーケストラの全日本フィルを立ち上げ、常任指揮者となる。
2022年5月には、イタリアのマテーラで開催された「The 5th Edition Nino Rota International Conducting Competition（第5回ニーノ・ロータ国際指揮コンクール）」でFinal Phase（ファイナル・フェイズ）に進出。同年6月には、ルーマニアのブラショヴで開催された国際指揮コンクール「Orchestra’s Conductor Competition」でFinal Phaseに進出。

## 参加作品
- ピクトロジカ ファイナルファンタジー≑／ゲーム（スクウェア・エニックス） - 指揮[7]
- 脂肪の塊／映画（天野友次朗監督） - 指揮

## 出演メディア
- SONGS OF TOKYO（NHK総合） - 指揮
- 1億人の大質問!?笑ってコラえて! 2時間スペシャル（日本テレビ） - 映像
- 全力!脱力タイムズ（フジテレビ） - 映像
- ハナタカ!優越館（テレビ朝日） - 映像
- 朝生ワイド す・またん!（読売テレビ） - VTR出演

## 関連人物
- 遠藤雅伸（ゲームクリエイター）
- 国本剛章（作曲家、ベーシスト）
- 古代祐三（作曲家）